# Haidlinger Bach
Der Haidlinger Bach ist ein Bach in Oberbayern. Er entspringt bei Loch im
Landkreis Ebersberg und mündet beim Schloßberg als rechter Zufluss in die Attel.

## Verlauf
Der Haidlinger Bach entsteht beim Weiler Loch, einem Gemeindeteil von Bruck. Er fließt in einem u-förmigen Bogen um Oberelkofen, kreuzt die Bahnlinie München–Rosenheim und mündet südlich des Schloßberges von rechts in die Attel. Beim Schloßberg durchfließt er eine Reihe von kleineren Weihern. Der Bach wird in die Planung des Nordzulaufes des Brennerbasistunnels mit einbezogen.